# Theodor Fuchs
Theodor Fuchs (* 15 de setembre de 1842 a Eperies, Komitat Sáros; † 5 d'octubre de 1925 a Steinach am Brenner, Tirol) va ser un geòleg, paleontòleg i curador de museu austríac. Theodor Fuchs treballà en la mineralogia i més tard en el Museu d'Història Natural. Estudià els dipòsits mediterranis del Terciari i el territori de la Conca de Viena. Va ser professor de la Universitat de Viena i membre de l'Acadèmia Austríaca de Ciències. Va ser esperantista.